# 루빈 로프터스치크
루빈 아이라 로프터스치크(Ruben Ira Loftus-Cheek, 1996년 1월 23일 루이셤 ~ )는 잉글랜드의 축구 선수로 현재 이탈리아 세리에 A의 밀란 소속이다.

## 클럽 경력

### 첼시
로프터스치크는 8살 때 첼시 아카데미에 입단하였다. 2014년 12월 10일, 스포르팅 CP과의 UEFA 챔피언스리그 무대에서 세스크 파브레가스와 교체 투입되어 1군 데뷔전을 치렀다.
2017년 7월 12일, 크리스털 팰리스로 한 시즌 임대되었다.
2020년 10월 5일, 풀럼으로 한 시즌 임대되었다.

### 밀란
2023년 6월 30일, 이탈리아 세리에 A의 밀란으로 이적하였다.